# Полет 301 на „Лао Еърлайнс“
Полет 301 на „Лао Еърлайнс“ е редовен вътрешен пътнически полет от международното летище Уатай, Виентян, до международното летище „Паксе“, Паксе, Лаос, управляван от „Лао Еърлайнс“. На 16 октомври 2013 г. самолетът ATR 72-600, който изпълнява полета, се разбива в река Меконг близо до Паксе, при което загиват всички 44 пътници и 5 членове на екипажа на борда на машината. Това е първият инцидент с участието на ATR 72-600 и към 2025 г. е най-смъртоносният на лаоска земя.
Установено е, че внезапна промяна в метеорологичните условия и грешки на пилотите довеждат до пропускане на пистата при спускането на машината, а оттам прекратяване на кацането. Докладът от разследването заключава, че вероятната причина за инцидента е неизпълнението от страна на екипажа на полета на публикуваната процедура за минаване на втори кръг след прекратяване на кацането на летище „Паксе“. Когато екипажът осъзнава, че височината е твърде ниска, пилотът реагира прекалено рязко, което довежда до висок наклон на тангажа от 33°. След това самолетът се удря в дървета и фюзелажът пада в реката.